# Zanja Vieja
Zanja Vieja är en ort, belägen mellan Enthavi och Tlaltenanguito i kommunen Temoaya i delstaten Mexiko i Mexiko. Samhället hade 632 invånare vid folkräkningen 2020.